# Iouri Jirkov
Iouri Valentinovitch Jirkov (en russe : Юрий Валентинович Жирков), né le 20 août 1983 à Tambov (Union soviétique) est un footballeur international russe qui évoluait alternativement au poste de milieu ou d'Arrière gauche. Ce joueur est apprécié par son sélectionneur Guus Hiddink pour son fort potentiel technique et sa capacité à revenir défendre. En octobre 2008, il fait partie avec son compatriote Andreï Archavine des 30 nommés pour le Ballon d'or et en décembre 2008, il est élu meilleur joueur de Russie par un sondage de la Fédération de Russie de football.
Après s'être fait remarquer par une belle prestation lors de l'Euro 2008, où la Russie arrive en demi-finale, il s'engage en 2009 avec le Chelsea FC. Le 6 août 2011, il signe un contrat de quatre ans au club russe d'Anji Makhatchkala. En août 2013, il est transféré au Dynamo Moscou, l'Anji Makhatchkala ayant décidé de réduire drastiquement son budget.

## Biographie

### Les premières années
Son père, Valentine Ivanovitch Jirkov travaille à l'usine « Revtrud » et sa mère est factrice. Il est le quatrième enfant de la famille mais celle-ci était pauvre, il arrivait qu'ils soient obliger de manger à six dans un appartement d'une seule pièce. Jirkov rentre souvent tard de l'école pour jouer au football dans la cour. En 1994, son professeur de sport l'encourage à entrer dans le club de ДЮСШ «Ревтруд» et en 1997, il participe au tournoi de football organisé par la ville de Kamychine et est déclaré meilleur joueur. Après avoir terminé l'école à 19 ans, il entre dans une école et commence une formation en tant que technicien spécialisé dans l'électricité où il est diplômé.

### Au Spartak Tambov
Il rejoint le Spartak Tambov en 2000 mais dans la saison 2001, Jirkov joue en tout quatre minutes s'étalant sur deux matchs. Le 25 juin 2002, il marque deux fois en l'espace de deux minutes contre le FK Medik (ru), faisant son premier doublé bien qu'un des buts soit marqué sur pénalty à la 67e. 
Dans la saison 2003, Jirkov joue 19 matchs et marque 10 buts. Mais, son total de l'année 2003 donne 36 matchs joués et 16 buts inscrits et est désigné quatre fois homme du match. Le 25 septembre 2003 il arrive à marquer quatre buts dans les cages du club « Iskra » Engels.  À la fin de la saison, Jirkov est à la deuxième place dans le classement des meilleurs buteurs de son club, tandis que celui-ci occupe la 6e place au classement. En hiver, le jeune milieu intéresse plusieurs clubs de Première Ligue notamment le FK Kouban Krasnodar, Saturn, l'Amkar Perm, Chinnik, Sokol Saratov et le FK Moscou. Au cours de décembre 2003, se rajoute à la liste les clubs moscovites comme le Spartak Moscou ou le MFK Lokomotiv mais également les Ukrainiens de l'Arsenal Kiev. Finalement, il signe à la mi-décembre au CSKA Moscou.

### Au CSKA Moscou
Au CSKA, Jirkov prend part à la Coupe de la CEI de football qui a eu lieu du 17 au 25 janvier 2004. Iouri Jirkov débute dans les matchs de qualification du tournoi contre le club Biélorusse FK Gomel et est remplacé à la 70e minute du match (2-2). Dans le deuxième match de la phase de qualification, Jirkov joue tout le match contre les Ouzbeks du Pakhtakor Tachkent qui s'est terminé sur le score 2:1 en faveur du CSKA. Il joue aussi tout le dernier match qualificatif contre le club tadjik de Regar-TadAZ Tursunzoda qui s'est soldé par une victoire par 2 buts à 1. Mais le CSKA est éliminé en quart de finale à cause d'une défaite contre le club letton du Skonto Riga 1 à 0.

#### Saison 2004

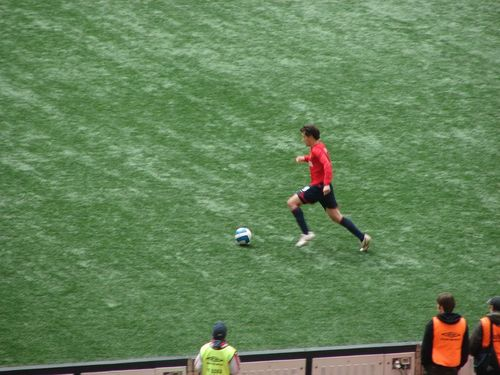
Iouri Jirkov

Il joue son premier match de compétition officielle pour le CSKA le 7 mars 2004 pour la Supercoupe de Russie contre le Spartak Moscou. Le match s'est terminé par une victoire par 3 buts à 1. Ce trophée est le premier de Jirkov avec ce club. Après ce match, Artur Jorge, alors l'entraîneur de l'équipe déclara que Jirkov est promis à un bel avenir.
Son premier match de championnat se déroule le 12 mars 2004 contre le FK Moscou ou il entre à la 63e en remplacement de Zhiří Zharošík(match nul 0 à 0).
Il participe à l'éclatante victoire sur le Zénith Saint-Pétersbourg 3 à 0 du 25 novembre en marquant un but à la 70e. Il marque à nouveau contre le FK Rostov à la 38e, mais c'est dans ce match qu'il obtient son premier carton jaune dans ce championnat.
Son troisième but est marqué contre Saturn, il réussit aussi à réaliser un doublé contre Amkar Perm (victoire 3-0), et est déclaré homme du match.
Lors de la 21e journée du championnat qui a lieu le 29 août contre Saturn, une bagarre éclate sur le terrain qui est suivie de presque tous les joueurs y compris des remplaçants et certains supporters. Une fois le calme revenu, Jirkov et Vassili Berezoutski sont expulsés ainsi que deux joueurs adverses. Jirkov est suspendu pour les cinq matchs suivants.
Enfin, il marque le 25 octobre au but du Zénith où le score final sera 3 buts partout.
Le club change cette année d'entraineur avec le départ d'Artur Jorge à la mi-saison et le retour de Valeri Gazzaev.
Le club  finit à la deuxième place du classement.
Il débute en Coupe de Russie de football le 23 mars dans le match retour contre le FC Elista. La victoire 1 à 0 permit au CSKA de continuer son parcours en Coupe mais en quart de finale il perd le match aller (2-1) et retour (1-0) contre 
Krylia Sovetov Samara.
Jirkov débute la Ligue des champions le 27 juillet contre les Azerbaïdjanais du FK Neftchi Bakou au deuxième tour préliminaire où il gagne sur le score de 2 à 0 (0-0 au match aller puis 2-0 au retour). Il affronte ensuite les Écossais du Rangers FC le 11 et 25 août, il gagne le premier match 2 - 1 et fait match nul au match retour 1 partout ce qui permet la qualification du CSKA en phase de poule. Le club arrive dans le groupe H en présence des Anglais de Chelsea, des Français du Paris Saint-Germain et des Portugais du FC Porto.
Ils ne parviennent pas à se qualifier pour les 8(es) de finale mais se qualifie pour les 16(es) de la Coupe UEFA 2004-2005 en terminant troisième de leur groupe.
À la fin de mars 2004, Jirkov est appelé pour la première fois Équipe de Russie jeune. En fin-avril, il joue avec elle le match amical contre la Norvège. Il joue son premier match en compétition officielle le 4 septembre contre la Slovaquie où le match se termine sur le score de 4 à 0 en faveur des Russes. Il participe aussi au Championnat d'Europe des moins de 19 ans contre en premier l'équipe du Luxembourg (victoire 4-0) puis face au Portugal (défaite 2-0) et enfin contre l'Estonie (victoire 3-0), où il marque son premier but pour l'équipe nationale. À la fin de l'année 2004, il a joué un total de sept matchs et a marqué un but.

#### Saison 2005
Son premier match dans le championnat 2005 de Russie se tient le 13 mars contre Terek Grozny, le match s'est terminé par le score de 3:0 pour le CSKA. Son premier but est marqué contre  Chinnik le 2 juin grâce à une passe d'Elvir Rahimic, mais le score final est de 1 partout. Le 2 juillet contre le Dynamo Moscou, il doit sortir à la 19e car il se blesse à la cuisse mais revient sur le terrain trois semaines plus tard.
Pour cette saison Jirkov marque deux buts (le deuxième est marqué le 30 octobre contre le FK Rostov) en 20 matchs, et est sacré Champion de Russie.
Pour la coupe de Russie, Jirkov joue son premier match le 1er mars contre le FK Moscou, victoire 3 à 1 à l'aller et 3 à 1 au retour (victoire totale 6:2). En quart de finale, le CSKA retrouve Saturn qu'il bat à l'aller 2-1 et fait match nul au retour (0-0), (dans ce match Jirkov est remplacé à la 78e). Pour la demi-finale, ils affrontent le Zénith Saint-Pétersbourg qu'ils battent en tout 2 à 1 (0-1 à l'aller et 2-0 au retour). En finale, ils affrontent le FK Khimki qu'ils éliminent grâce au but de Jirkov à la 68e, synonyme de doublé Championnat-Coupe. Grâce à Jirkov, le club remporte sa deuxième Coupe de Russie (la première date de 2002).
Pour l'édition 2005/06 de la Coupe, il fait son entrée le 6 juillet contre le Torpedo Vladimir, le match aller s'est soldé par une victoire 2 à 1 et le retour, où il sort à la 46e au profit d'Evgeni Aldonin, sur un nul 1-1.
Après s'être qualifiés pour cette coupe en terminant 3e de leur groupe avec 7 points, ils parviennent à éliminer successivement le club portugais Benfica Lisbonne, le club serbe Partizan Belgrade, le club français Auxerre et le club italien Parme FC.
Enfin, ils s'opposent en finale au Sporting Clube de Portugal le 18 mai 2005 où ils réalisent l'exploit en renversant la tendance les battant 3 - 1 grâce à Alexeï Bérézoutski (56e), Jirkov (66e) et Vagner Love (75e). En remportant ce trophée, les hommes de Valeri Gazzaev ont réussi un double exploit car c'est la première fois qu'un club russe remporte une coupe internationale. De plus, le club effectue le premier triplée russe Championnat/Coupe de Russie/Coupe de l'UEFA.
Jirkov débute pour l'équipe nationale le 9 février dans un match contre l'Italie, le match s'est terminé avec le score de 2:0 en faveur de l'Italie. Cette année, Jirkov joue 4 matchs mais a également joué 2 matchs de l'équipe de jeunes contre le Danemark. Le premier match s'est terminé par le score de 1:0 en faveur des Danois, alors que le second par le score de 3:1 en faveur des Russes.

#### Saison 2006
Le 11 mars se joue la Supercoupe de Russie, cette coupe affronte le Champion de Russie au détenteur de la Coupe de Russie mais comme le CSKA a remporté les trophée le Règlement intérieur stipule qu'il doit affrontera le dauphin du dernier championnat, donc le Spartak Moscou. À la 22e minute du match, Yegor Titov du Spartak ouvre le score, dès la 42e, Jirkov égalise en battant le gardien adverse, Wojciech Kowalewski, il marque ainsi son premier but en supercoupe. Mais au début de la seconde période le Spartak remarque mais Chidi Odiah et Jô (73e) permettent au CSKA de remporter la coupe pour la seconde fois.
Pour le championnat, Jirkov joue 27 matchs et ne marque qu'un seul but le 14 octobre contre le FK Roubine Kazan. Le 18 novembre par la victoire contre Luch 4 à 0, le CSKA reste champion de Russie dès la 29e journée, c'est donc la deuxième médaille d'or de Iouri Jirkov.
Le premier match de la Coupe de Russie 2005/06 est joué le 5 mars contre le Spartak Kostroma, le match s'est terminé avec le score de 5 à 0 en faveur du CSKA avec notamment un but de Jirkov (66e). Dans le match retour, ils gagnent 3–0 mais Jirkov ne participe pas au match, car l'entraineur préfère faire jouer les remplaçants du moment comme Anton Grigoryev. Jirkov joue dans les matches de demi-finale et arrive le 20 mai en finale contre le Spartak Moscou qui est battu 3:0. Iouri Jirkov  gagne pour la deuxième année consécutive la Coupe de Russie.
L'armée commence au troisième tour de qualification de Ligue des champions 2006 ‑ 2007, qui a lieu le 9 août contre le club MFK Ružomberok, le match s'est terminé par une victoire 3:0, au match retour le CSKA a gagné, cette fois sur le score 2:0. Dans la phase de groupes, Jirkov marque un but contre Hambourg SV, qui a été reconnu comme l'un des plus beaux de la ligue.
En 2006, Jirkov joue trois matchs pour la Russie, le premier est un match amical contre le Brésil, le match s'est terminé avec le score de 1:0 en faveur des Brésiliens. Le second match est joué contre Israël, il est remplacé à la 77e minute. Le match se termine sur le score de 1 partout. Dans le dernier match de l'équipe nationale de 2006, qui a lieu le 15 novembre en Macédoine, ils gagnent facilement 2:0 en contrôlant totalement leurs adversaires.

#### Saison 2007
Le 3 mars au Stade Loujniki de Moscou s'est tenu le cinquième tirage de la Supercoupe de Russie. Comme les années précédentes, le CSKA est opposé à leur principal adversaire : le Spartak Moscou. Dès la première minute de jeu, Jirkov fait irruption passe le ballon à Vagner Love qui marque. Mais Nikita Bajenov égalise à la 47e. À la 51e, Sergueï Ignachevitch marque pour le CSKA mais Dmitri Torbinskiy du Spartak réussit à égaliser à la 61e, trois minutes plus tard, Jô marque et remarque à la 80e pour une victoire totale de 4 à 2 qui donne au club sa troisième supercoupe.

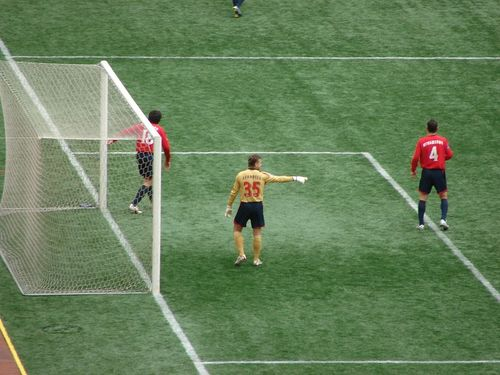
Igor Akinfeev (en jaune) place ses coéquipiers Iouri Jirkov (à gauche) et Sergei Ignashevich (à droite) lors d'un corner le 29 avril 2007 en football lors d'un match contre Saturn (3:1)

Dans la saison 2007, Iouri Jirkov joue 29 des 30 matches, il rate le match contre le Zénith Saint-Pétersbourg à cause de cartons jaunes. Le premier but marqué est le 29 avril au but de Saturn, le deuxième est contre Krylia Sovetov Samara à le 57e minute de jeu, le match se finit avec le score de 3:1. Finalement, le club finit à la 3e place du Championnat.
Il joue deux matchs de Coupe (édition 2006/07) en 2007. En huitième de finale, il affronte le Krylia Sovetov Samara, le premier match s'est terminé par le score vierge(0:0) mais au match retour, Samara est plus forte (défaite 2:0).
Pour la coupe 2007/08, il commence le 27 juin contre le FK Baltika Kaliningrad qu'ils éliminent (1:0) en 1/16 de finale. Le 1/8 de finale oppose le CSKA au FK Khimki qu'ils battent 2:0. En 1/4 de finale, contre le FK Spartak Naltchik, malgré de nombreuses occasions, Jirkov ne marque pas mais ils gagnent 2:1.
Après la saison 2006, le CSKA occupe la troisième place dans leur groupe de Ligue des Champions, l'équipe poursuit donc en Coupe UEFA en affrontant en seizième de finale du 22 février le club israélien Maccabi Haïfa. Dans le premier match, les deux équipes ne marquent pas tandis qu'au retour, ils perdent 2:1.
Pour l'édition de 2007/08, le CSKA commence directement en phase de groupes. Dans le premier match contre le PSV, le score final est de 2:1 en faveur des Néerlandais ne réussissant qu'au mieux un match nul contre les Turcs du Fenerbahçe SK, les Russes repartent piteusement avec un seul point.
Dans la saison 2007, Jirkov joue 9 matchs, dont deux matches amicaux contre l'équipe nationale des Pays-Bas et de Pologne avec l'équipe nationale. Le premier match officiel de l'équipe nationale a eu lieu à Tallinn le 24 mars pour les qualifications pour l'Euro 2008. Le match s'est terminé par le score 2:0 en faveur de la Russie. Il joue aussi contre l'équipe d'Andorre et contre les britanniques (2:1). Le dernier match de Jirkov en 2007 a été le match retour contre l'équipe d'Andorre. Le match s'est terminé 1:0 en faveur des Russes.

#### Saison 2008
En janvier 2008, il signe un nouveau contrat jusqu'en 2011 avec le CSKA. En championnat, Jirkov joue 28 matchs et marque 3 buts mais en permet 8 autres. Cette année, son club termine à la deuxième place du classement. Son premier but de la saison a lieu le 30 août contre le MFK Lokomotiv à la 69 marqué où il passe trois joueurs adverses (il évite notamment un tacle et reste debout malgré un marquage assez physique) puis parvient à battre le gardien adverse. Ce but est déclaré comme le plus beau de la saison par les supporters du CSKA,. Durant la 27e journée du championnat dans le match contre le Spartak Moscou, Jirkov est expulsé à cause du deuxième carton jaune qu'il reçoit et doit donc sortir à la 84e minute. À la fin de la saison, il est reconnu comme le meilleur joueur de Russie. 

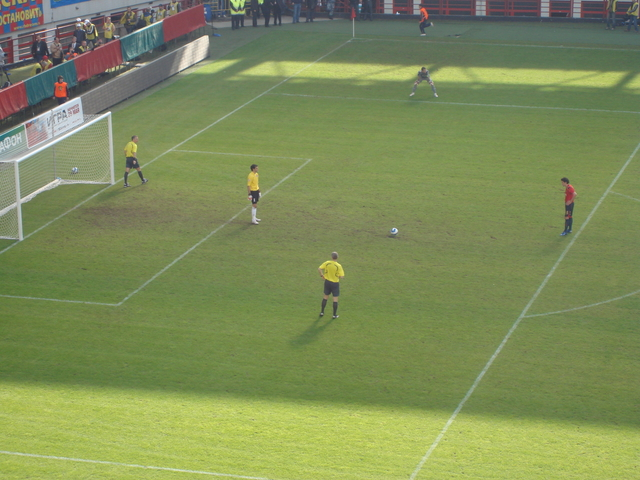
Jirkov se préparant à tirer un pénalty lors de la finale de la Coupe de Russie

Après avoir gagné en demi-finale de la Coupe de Russie 2007/2008 contre le Tom Tomsk (2:1), ils affrontent le 17 mai en finale le Amkar Perm au stade Lokomotiv à Moscou. Le match ne commence pas sous les meilleurs auspices car avec un but à la 58e de Nikola Drincic puis de Tomislav Dujmovic à la 64e le CSKA est mené 2 à 0. Mais deux minutes plus tard (66e), Vagner Love redonne courage à son équipe en marquant puis c'est au tour de son compatriote Jô d'égaliser à la 75e.
La finale se joue donc aux tirs au but et grâce à Igor Akinfeev qui parvient à en arrêter 2, la victoire finale revient au CSKA Moscou,. Ainsi, Iouri Jirkov remporte sa troisième Coupe de Russie.
Jirkov débute la Coupe de l'UEFA lors d'un match contre le Slaven Belupo le 18 septembre, le match aller se conclut 2 à 1 en faveur des Russes et le retour également sur une victoire 1 à 0 mais dans celui-ci, Jirkov n'entre qu'à partir de la 70e. 
Qualifié pour le groupe H de la Coupe de l'UEFA, le CSKA termine premier de son groupe en battant successivement Deportivo La Corogne 3:0, Feyenoord Rotterdam 3:1, Lech Poznań 2:1 où Jirkov marque à la 45e et enfin l'AS Nancy-Lorraine 4:3 ce qui qualifie le club pour les Seizièmes de finale qui jouera contre Aston Villa le 18 et 26 février.
Pour l'année 2008, Jirkov joue douze matchs (y compris les amicaux). Dans un match préparatoire avant le championnat d'Europe contre le Kazakhstan, Jirkov est auteur d'une passe décisive à Dmitri Sytchev (victoire 6-0).
Lors de l'Euro 2008, Jirkov joue au poste de latéral gauche. Il est souvent chargé de tirer les corners. Dans le match de phase de qualification contre la Suède, il prend part au second but : il centre vers Andreï Archavine qui marque facilement (victoire 2-0).
Dans le match contre les Pays-Bas, alors que le score était de 1-1, Jirkov tombe dans la surface adverse après un choc contre John Heitinga, mais l'arbitre ne sifflera pas de penalty, en dépit de cette controverse, les Russes s'imposent 3-1 dans les prolongations.
La Russie est finalement sortie du tournoi par l'Espagne (3-0), mais, néanmoins, pour la première fois de son histoire, elle a la médaille de bronze. Après le tournoi de Jirkov figure dans l'équipe type du Championnat d'Europe en 2008 de l'UEFA.
En automne, Jirkov participe à trois matchs de qualification pour la Coupe du monde 2010.

#### Saison 2009
Son premier match de la saison 2009 pour le Championnat de Russie est joué le dimanche 15 mars contre Saturn Ramenskoïe (victoire 3-0).
Son dernier match en Russie se déroule le 31 mai, contre le Roubine Kazan en finale de la Coupe de Russie, que le CSKA remporte 1 à 0 ce qui lui offre sa 4e Coupe.
Il a, finalement, joué 215 matchs et marqué à 24 reprises pour le CSKA.
Il joue son premier match officiel de l'année 2009 le 18 février lors du match aller contre Aston Villa à l'occasion des Seizièmes de finale de la Coupe de l'UEFA (match nul 1 partout). Lors du match retour le 26 février, il marque sur une passe d'Alan Dzagoev à la suite d'un coup franc à la 60e suivi par Vagner Love (90e). L'équipe assure donc sa qualification pour les Huitièmes de finale en gagnant 2 à 0 pour une victoire totale de 3 - 1.

### Chelsea FC
Son transfert à Chelsea est conclu, le club anglais a obtenu la signature du joueur pour 20.8 millions d'euros. Il rejoint le Championnat d'Angleterre le 7 juillet. Après une première saison plutôt compliquée, Zirkov finit par s'imposer dans le onze type et livre des prestations de qualité sur son aile gauche.
Il marqua son premier but pour Chelsea d'une magnifique reprise de volée le 19 octobre 2010 à l'occasion d'un match de Ligue des champions au Luznikhi Stadium contre le Spartak Moscou (0-2).

## Style de jeu
Le principal atout de Iouri Jirkov est sa polyvalence, celle-ci lui permet d'évoluer avec aisance sur l'intégralité du couloir gauche, d'arrière à ailier. Ainsi, alors qu'il évolue aujourd'hui en position de milieu latéral le plus avancé sur son côté habituel, c'est en arrière gauche qu'il était régulièrement placé à Chelsea. 
Jirkov est un "ailier-centreur" classique, il joue du côté de son pied fort et n'a pas tendance à revenir dans l'axe et frapper du pied opposé à son côté comme le font beaucoup d'ailiers capables de frappes puissantes ou enroulées (comme Arjen Robben ou Cristiano Ronaldo). De plus, n'étant pas doté d'un très fort instinct de buteur (il n'a jamais marqué en équipe de Russie), Jirkov concentre ses qualités sur le jeu de passes, les centres, les ouvertures ou les débordements pour ce qui est de l'apport offensif, apport offensif renforcé par un bagage technique non négligeable et par une certaine aisance dans les coups de pied arrêtés. Par ailleurs, l'apport défensif de Jirkov prend également beaucoup d'importance dans son implication sur le terrain puisqu'il redescend beaucoup aider la défense et est régulièrement placé en défenseur latéral gauche.

## Anecdotes

### Famille
Iouri Jirkov a une sœur et deux frères dont un, Nikolaï Jirkov qui joue dans l'équipe jeune du CSKA. Le 2 février 2008, Jirkov se marie avec Inna et dans la nuit du lundi 8 septembre 2008, il devient père d'un petit Dmitri.

### Incidents
Iouri Jirkov a connu deux accidents de voiture. La première fois, en janvier 2005 à Tambov, il heurte un poteau et survit grâce à son Airbag. Puis, le 18 décembre 2008, il a un autre accident à Kaliningrad, mais n'est pas blessé.

## Statistiques
| Saison                | Club                     | Championnat           | Championnat | Championnat | Coupe nationale | Coupe nationale | Coupe de la Ligue | Coupe de la Ligue | Supercoupe | Supercoupe | Compétition(s) continentale(s) | Compétition(s) continentale(s) | Compétition(s) continentale(s) | Russie | Russie | Total | Total |
| Saison                | Club                     | Division              | M.          | B.          | M.              | B.              | M.                | B.                | M.         | B.         | Comp.                          | M.                             | B.                             | M.     | B.     | M.    | B.    |
| 2001                  | Spartak Tambov           | D3                    | 4           | 0           | -               | -               | -                 | -                 | -          | -          | -                              | -                              | -                              | -      | -      | 4     | 0     |
| 2002                  | Spartak Tambov           | D3                    | 37          | 10          | 2               | 0               | -                 | -                 | -          | -          | -                              | -                              | -                              | -      | -      | 39    | 10    |
| 2003                  | Spartak Tambov           | D3                    | 33          | 16          | 3               | 0               | -                 | -                 | -          | -          | -                              | -                              | -                              | -      | -      | 36    | 16    |
| Sous-total            | Sous-total               | Sous-total            | 74          | 26          | 5               | 0               | -                 | -                 | -          | -          | -                              | -                              | -                              | -      | -      | 79    | 26    |
| 2004                  | CSKA Moscou              | D1                    | 25          | 6           | 2               | 0               | -                 | -                 | 1          | 0          | C1                             | 10                             | 0                              | -      | -      | 38    | 6     |
| 2005                  | CSKA Moscou              | D1                    | 20          | 2           | 6               | 1               | -                 | -                 | -          | -          | C3+C2+C3                       | 8+1+4                          | 1+0+0                          | 4      | 0      | 43    | 4     |
| 2006                  | CSKA Moscou              | D1                    | 27          | 1           | 6               | 1               | -                 | -                 | 1          | 1          | C1                             | 8                              | 1                              | 3      | 0      | 45    | 4     |
| 2007                  | CSKA Moscou              | D1                    | 29          | 2           | 5               | 1               | -                 | -                 | 1          | 0          | C3+C1                          | 2+6                            | 0                              | 9      | 0      | 52    | 3     |
| 2008                  | CSKA Moscou              | D1                    | 28          | 3           | 2               | 0               | -                 | -                 | -          | -          | C3                             | 6                              | 1                              | 12     | 0      | 48    | 4     |
| 2009                  | CSKA Moscou              | D1                    | 10          | 1           | 3               | 1               | -                 | -                 | 1          | 0          | C3                             | 3                              | 1                              | 3      | 0      | 20    | 3     |
| Sous-total            | Sous-total               | Sous-total            | 139         | 15          | 24              | 4               | -                 | -                 | 4          | 1          | -                              | 48                             | 4                              | 31     | 0      | 246   | 24    |
| 2009-2010             | Chelsea FC               | D1                    | 17          | 0           | 4               | 0               | 2                 | 0                 | -          | -          | C1                             | 4                              | 0                              | 3      | 0      | 30    | 0     |
| 2010-2011             | Chelsea FC               | D1                    | 12          | 0           | 1               | 0               | 1                 | 0                 | 1          | 0          | C1                             | 7                              | 1                              | 9      | 0      | 31    | 1     |
| Sous-total            | Sous-total               | Sous-total            | 29          | 0           | 5               | 0               | 3                 | 0                 | 1          | 0          | -                              | 11                             | 1                              | 12     | 0      | 61    | 1     |
| 2011-2012             | Anji Makhatchkala        | D1                    | 23          | 1           | 1               | 0               | -                 | -                 | -          | -          | -                              | -                              | -                              | 11     | 0      | 35    | 1     |
| 2012-2013             | Anji Makhatchkala        | D1                    | 23          | 2           | 4               | 0               | -                 | -                 | -          | -          | C3                             | 12                             | 0                              | 3      | 0      | 42    | 2     |
| Sous-total            | Sous-total               | Sous-total            | 46          | 3           | 5               | 0               | -                 | -                 | -          | -          | -                              | 12                             | 0                              | 14     | 0      | 77    | 3     |
| 2013-2014             | Dynamo Moscou            | D1                    | 14          | 3           | -               | -               | -                 | -                 | -          | -          | -                              | -                              | -                              | 4      | 1      | 18    | 4     |
| 2014-2015             | Dynamo Moscou            | D1                    | 24          | 0           | 1               | 0               | -                 | -                 | -          | -          | C3                             | 10                             | 2                              | 3      | 0      | 38    | 2     |
| 2015-2016             | Dynamo Moscou            | D1                    | 16          | 0           | 2               | 0               | -                 | -                 | -          | -          | -                              | -                              | -                              | 2      | 0      | 20    | 0     |
| Sous-total            | Sous-total               | Sous-total            | 54          | 3           | 3               | 0               | -                 | -                 | -          | -          | -                              | 10                             | 2                              | 9      | 1      | 76    | 6     |
| 2015-2016             | Zénith Saint-Pétersbourg | D1                    | 9           | 0           | 2               | 0               | -                 | -                 | -          | -          | C1                             | 2                              | 0                              | 1      | 1      | 14    | 1     |
| 2016-2017             | Zénith Saint-Pétersbourg | D1                    | 21          | 1           | 1               | 0               | -                 | -                 | 1          | 0          | C3                             | 6                              | 0                              | 10     | 0      | 39    | 1     |
| 2017-2018             | Zénith Saint-Pétersbourg | D1                    | 17          | 1           | 1               | 0               | -                 | -                 | -          | -          | C3                             | 7                              | 0                              | 9      | 0      | 34    | 1     |
| 2018-2019             | Zénith Saint-Pétersbourg | D1                    | 12          | 0           | -               | -               | -                 | -                 | -          | -          | -                              | -                              | -                              | 1      | 0      | 13    | 0     |
| 2019-2020             | Zénith Saint-Pétersbourg | D1                    | 21          | 2           | 4               | 1               | -                 | -                 | 1          | 0          | C1                             | 2                              | 0                              | 4      | 0      | 32    | 3     |
| 2020-2021             | Zénith Saint-Pétersbourg | D1                    | 15          | 0           | 1               | 0               | -                 | -                 | 1          | 0          | C1                             | 3                              | 0                              | 13     | 0      | 33    | 0     |
| Sous-total            | Sous-total               | Sous-total            | 95          | 4           | 9               | 1               | -                 | -                 | 3          | 0          | -                              | 20                             | 0                              | 38     | 1      | 165   | 6     |
| 2021-2022             | FK Khimki                | D1                    | 3           | 0           | -               | -               | -                 | -                 | -          | -          | -                              | -                              | -                              | -      | -      | 3     | 0     |
| Total sur la carrière | Total sur la carrière    | Total sur la carrière | 440         | 51          | 51              | 5               | 3                 | 0                 | 8          | 1          | -                              | 101                            | 7                              | 104    | 2      | 707   | 66    |

### Buts internationaux
| 0   | Date         | Lieu                                 | Compétition  | Résultat | Adversaire | Détail | Détail         | Détail | Sél. |
| --- | ------------ | ------------------------------------ | ------------ | -------- | ---------- | ------ | -------------- | ------ | ---- |
| 1er | 6 juin 2014  | Stade Lokomotiv, Moscou, Russie      | Match amical | V 2-0    | Maroc      | 57e    | du pied gauche | 2-0    | 61e  |
| 2e  | 29 mars 2016 | Stade de France, Saint-Denis, France | Match amical | P 4-2    | France     | 68e    | du pied droit  | 3-2    | 68e  |

## Palmarès

### En club
| CSKA Moscou - Supercoupe de Russie (4) - Vainqueur en 2004, 2006, 2007 et 2009 - Coupe UEFA (1) - Vainqueur en 2005 - Coupe de Russie (4) - Vainqueur en 2005, 2006, 2008 et 2009 - Championnat de Russie (2) - Champion en 2005 et 2006 |  | Chelsea FC - Championnat d'Angleterre (1) - Champion en 2010 - Coupe d'Angleterre (1) - Vainqueur en 2010 |  | Zénith Saint-Pétersbourg - Coupe de Russie (2) - Vainqueur en 2016 et 2020 - Supercoupe de Russie (2) - Vainqueur en 2016 et 2020 - Championnat de Russie (3) - Champion en 2019, 2020 et 2021 |

## Source
- (ru) Cet article est partiellement ou en totalité issu de l’article de Wikipédia en russe intitulé « Жирков, Юрий Валентинович » (voir la liste des auteurs).

### Note
1. ↑  Le match amical contre la Lituanie du 29 mai 2012 n'est pas pris en compte car la Lituanie a effectué plus de six changements[1]. En 2004, la FIFA instaure une limite de six remplaçants maximum lors d'un match amical international[2].